# Nama californicum
Nama californicum är en strävbladig växtart som först beskrevs av Asa Gray, och fick sitt nu gällande namn av John D. Bacon. Nama californicum ingår i släktet Nama och familjen strävbladiga växter. Inga underarter finns listade i Catalogue of Life.